# Округ Тул (Монтана)
Тул (енгл. Toole County) је округ у америчкој савезној држави Монтана.

## Демографија
По попису из 2010. године број становника је 5.324, што је 57 (1,1%) становника више него 2000. године.
| Група             | 2000.         | 2010.         |
| Белци             | 4.912 (93,3%) | 4.813 (90,4%) |
| Афроамериканци    | 8 (0,2%)      | 29 (0,5%)     |
| Азијати           | 16 (0,3%)     | 23 (0,4%)     |
| Хиспаноамериканци | 61 (1,2%)     | 129 (2,4%)    |
| Укупно            | 5.267         | 5.324         |